# Ячейка памяти
Ячейка памяти — электронная схема, которая хранит один бит двоичной информации, и она должна быть настроена на сохранение логической 1 (высокий уровень напряжения) и сброшена для сохранения логического 0 (низкий уровень напряжения). Его значение сохраняется / сохраняется до тех пор, пока оно не будет изменено процессом установки / сброса. Доступ к значению в ячейке памяти можно получить, прочитав его. Является основным строительным блоком памяти компьютера.

## Основные сведения
Ячейки памяти могут иметь разную ёмкость (число разрядов, длину). Современные запоминающие устройства обычно имеют размер ячейки памяти, равный одной из степеней числа два: 8 бит, 16 бит, 32 бита, 64 бита.
В ранних ЭВМ использовались и более экзотические размерности, например 39 (БЭСМ-1) или 48 (БЭСМ-6). В общем случае длина ячеек памяти может не совпадать с машинным словом, тогда данные записываются в две или четыре соседние ячейки памяти.
Ячейки памяти имеют адрес (порядковый номер, число), по которому к ним могут обращаться команды процессора. Существует несколько различных систем адресации памяти.
Ячейки памяти, построенные на полупроводниковых технологиях, могут быть статическими (SRAM), то есть не требующими регулярного обновления, и динамическими (DRAM), требующими периодической перезаписи для сохранения данных. Как правило, при помощи статических ячеек организуются кэши, при помощи динамических — ОЗУ.